# Eleonora Portugalská (1467)
Eleonora Helena Portugalská (18. září 1434/36, Torres Vedras – 3. září 1467, Vídeňské Nové Město) byla portugalská infantka, dcera portugalského krále Eduarda I. a Eleonory Aragonské. V roce 1452 se stala manželkou císaře Fridricha III. a zároveň císařovnou Svaté říše římské.

## Dětství
Eleonora byla čtvrtým dítětem portugalského krále Eduarda I. Literární zdroje se liší v roce jejího narození – uvádějí rok 1434 nebo 1436. Pravděpodobnější je rok 1436. Obvykle se uvádí, že v roce 1452, kdy se provdala a stala císařovnou, jí bylo 16 let. Vyrůstala v bohaté zemi, která v té době zažívala rozmach jako koloniální a obchodní mocnost. V roce 1438 král Eduard předčasně zemřel. Regentem a poručníkem nezletilých potomků se stal králův bratr Petr. Když dosáhl Eleonořin bratr Alfons plnoletosti (1448), odmítl mu strýc předat vládu v zemi, a tak si ji Alfons vynutil násilím. Eleonora již tedy jako dítě poznala krvavé rodinné spory.

## Sňatek s Fridrichem III. a císařská korunovace
Římský král Fridrich III. byl na portugalskou princeznu Eleonoru upozorněn burgundským vévodou Filipem, který měl za manželku její tetu Isabelu. Když Eleonora v roce 1451 dostala nabídku provdat se za římského krále, a zaujmout tak nejvyšší postavení mezi ženami v Evropě, údajně prohlásila, že chce jen Fridricha a nikoho jiného.[zdroj?] Odmítla francouzského následníka trůnu, který jí mohl přinést „pouze“ královský titul. Do Lisabonu se totiž donesl papežův výrok, že hodlá krále Fridricha v Římě korunovat na císaře a jeho ženu na císařovnu.
Když Fridrich poslal do Lisabonu své vyslance, vydala se na plavbu do Itálie. O 21 let starší a stále svobodný král Fridrich tou dobou podnikal svoji římskou jízdu za císařskou korunovací. Se svou patnáctiletou (?) nastávající se setkal v Sieně. Pár byl oddán v Římě 16. března 1452 papežem Mikulášem V. a o tři dny později, 19. března, korunován římským císařem (jako Fridrich III.) a císařovnou. Zatímco Fridricha korunoval sám papež, korunu Eleonoře na hlavu vsadila Barbora Cellská, vdova po císaři Zikmundovi. Byla to poslední císařská korunovace uskutečněná v Římě.

## Manželství

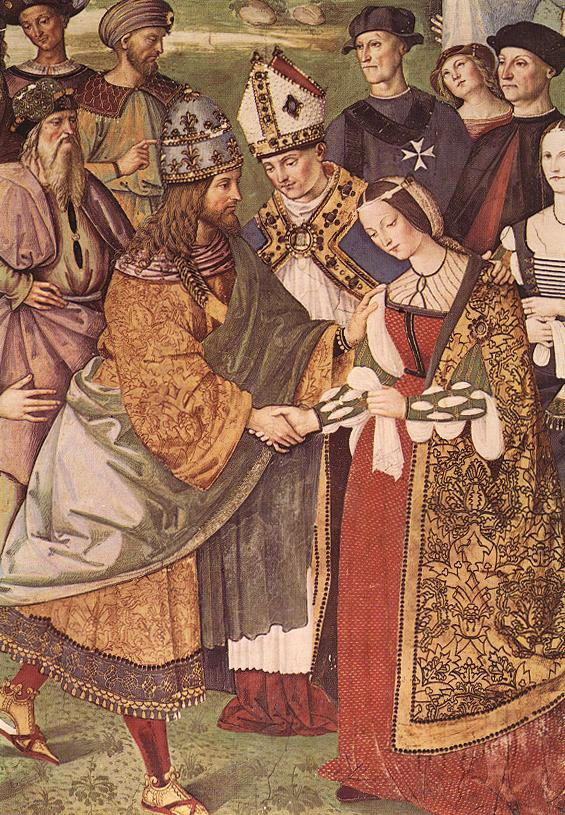
Freska, na níž je vyobrazen Enea Silvio Piccolomini, pozdější papež Pius II., a Fridrich III. ruku v ruce s Eleonorou (aut. Pinturicchio)

Manželství mezi Fridrichem a Eleonorou nebylo příliš šťastné. Bohatá princezna si vzala chudého císaře, který by mohl být jejím otcem. Fridrich se uzavíral do sebe a bádal v „tajemstvích života“,[zdroj?] zatímco Eleonora měla pocit, že císař by měl reprezentovat a vládnout. Také prostředí v Lisabonu a na německých hradech bylo značně rozdílné.
Po manželově boku dokonce zažila několik zajetí. Poprvé byl císařský pár hned po návratu z Říma v rezidenci ve Vídeňském Novém Městě obležen vojsky stavovské opozice, která vyžadovala vydání nezletilého krále Ladislava Pohrobka, jemuž byl Fridrich poručníkem. Další přepadení Vídeňského Nového Města se konalo v roce 1455, ještě před narozením prvního dítěte.
Potřetí byla s manželem zajata na vídeňském hradě (mocenské spory Fridricha a jeho bratra Albrechta VI.) v roce 1462, kdy povzbuzovala svého manžela a vyjednávala se vzbouřenci. Zajetí tehdy ovlivnilo i malého následníka trůnu Maxmiliána.
Císařovna politický vliv neměla. Na veřejnosti se objevovala výjimečně, obvykle při slavnostních příležitostech, kdy si císař přál její přítomnost. Žila většinou v ústraní v prostředí svého skromného dvora a věnovala se výchově dětí.

## Děti
Eleonora dala svému manželovi pět dětí, jimž věnovala veškerou svou lásku a péči. Dospělosti se však dožily pouze dvě děti – pozdější císař Maxmilián I. a dcera Kunhuta, která se později provdala za bavorského vévodu Albrechta IV. Předčasnou smrt dalších tří dětí (Kryštofa, Heleny a Jana) dával císař za vinu Eleonoře, protože prý malé děti nerozumně přecpávala portugalskými pamlsky.[zdroj?] Po smrti posledního dítěte roku 1467 došlo mezi manžely k vážné roztržce. Císařovna byla v té době vážně nemocná a po léčebném pobytu v lázních zemřela ve Vídeňském Novém městě ve věku 30 (nebo 32) let a byla pohřbena v Neuklosteru společně se svými dětmi. Autorem dodnes zachovaného náhrobku je Niklas Gerhaert z Leydenu.

## Vývod z předků
|                        |                                 |  |                        |                      |  |  |  |  |  |  |  | Alfons IV. Portugalský |
|                        |                                 |  |                        |                      |  |  |  |  |  |  |  |                        |
|                        | Petr I. Portugalský             |  |                        |                      |  |  |  |  |  |  |  |                        |
|                        |                                 |  |                        |                      |  |  |  |  |  |  |  |                        |
|                        |                                 |  |                        | Beatrix Kastilská    |  |  |  |  |  |  |  |                        |
|                        |                                 |  |                        |                      |  |  |  |  |  |  |  |                        |
|                        | Jan I. Portugalský              |  |                        |                      |  |  |  |  |  |  |  |                        |
|                        |                                 |  |                        |                      |  |  |  |  |  |  |  |                        |
|                        |                                 |  |                        | Lourenço Martins     |  |  |  |  |  |  |  |                        |
|                        |                                 |  |                        |                      |  |  |  |  |  |  |  |                        |
|                        | Teresa Lourenço                 |  |                        |                      |  |  |  |  |  |  |  |                        |
|                        |                                 |  |                        |                      |  |  |  |  |  |  |  |                        |
|                        |                                 |  |                        | Sancha Martinsová    |  |  |  |  |  |  |  |                        |
|                        |                                 |  |                        |                      |  |  |  |  |  |  |  |                        |
|                        | Eduard I. Portugalský           |  |                        |                      |  |  |  |  |  |  |  |                        |
|                        |                                 |  |                        |                      |  |  |  |  |  |  |  |                        |
|                        |                                 |  |                        | Eduard III. Anglický |  |  |  |  |  |  |  |                        |
|                        |                                 |  |                        |                      |  |  |  |  |  |  |  |                        |
|                        | Jan z Gentu                     |  |                        |                      |  |  |  |  |  |  |  |                        |
|                        |                                 |  |                        |                      |  |  |  |  |  |  |  |                        |
|                        |                                 |  |                        | Filipa z Hainault    |  |  |  |  |  |  |  |                        |
|                        |                                 |  |                        |                      |  |  |  |  |  |  |  |                        |
|                        | Filipa z Lancasteru             |  |                        |                      |  |  |  |  |  |  |  |                        |
|                        |                                 |  |                        |                      |  |  |  |  |  |  |  |                        |
|                        |                                 |  |                        | Jindřich z Grosmontu |  |  |  |  |  |  |  |                        |
|                        |                                 |  |                        |                      |  |  |  |  |  |  |  |                        |
|                        | Blanka z Lancasteru             |  |                        |                      |  |  |  |  |  |  |  |                        |
|                        |                                 |  |                        |                      |  |  |  |  |  |  |  |                        |
|                        |                                 |  |                        | Isabela z Beaumontu  |  |  |  |  |  |  |  |                        |
|                        |                                 |  |                        |                      |  |  |  |  |  |  |  |                        |
| 'Eleonora Portugalská' |                                 |  |                        |                      |  |  |  |  |  |  |  |                        |
|                        |                                 |  |                        |                      |  |  |  |  |  |  |  |                        |
|                        |                                 |  | Jindřich II. Kastilský |                      |  |  |  |  |  |  |  |                        |
|                        |                                 |  |                        |                      |  |  |  |  |  |  |  |                        |
|                        | Jan I. Kastilský                |  |                        |                      |  |  |  |  |  |  |  |                        |
|                        |                                 |  |                        |                      |  |  |  |  |  |  |  |                        |
|                        |                                 |  |                        | Jana z Peñafielu     |  |  |  |  |  |  |  |                        |
|                        |                                 |  |                        |                      |  |  |  |  |  |  |  |                        |
|                        | Ferdinand I. Aragonský          |  |                        |                      |  |  |  |  |  |  |  |                        |
|                        |                                 |  |                        |                      |  |  |  |  |  |  |  |                        |
|                        |                                 |  |                        | Petr IV. Aragonský   |  |  |  |  |  |  |  |                        |
|                        |                                 |  |                        |                      |  |  |  |  |  |  |  |                        |
|                        | Eleonora Aragonská              |  |                        |                      |  |  |  |  |  |  |  |                        |
|                        |                                 |  |                        |                      |  |  |  |  |  |  |  |                        |
|                        |                                 |  |                        | Eleonora Sicilská    |  |  |  |  |  |  |  |                        |
|                        |                                 |  |                        |                      |  |  |  |  |  |  |  |                        |
|                        | Eleonora Aragonská              |  |                        |                      |  |  |  |  |  |  |  |                        |
|                        |                                 |  |                        |                      |  |  |  |  |  |  |  |                        |
|                        |                                 |  |                        | Alfons XI. Kastilský |  |  |  |  |  |  |  |                        |
|                        |                                 |  |                        |                      |  |  |  |  |  |  |  |                        |
|                        | Sancho Kastilský z Alburquerque |  |                        |                      |  |  |  |  |  |  |  |                        |
|                        |                                 |  |                        |                      |  |  |  |  |  |  |  |                        |
|                        |                                 |  |                        | Eleonora z Guzmánu   |  |  |  |  |  |  |  |                        |
|                        |                                 |  |                        |                      |  |  |  |  |  |  |  |                        |
|                        | Eleonora z Alburquerque         |  |                        |                      |  |  |  |  |  |  |  |                        |
|                        |                                 |  |                        |                      |  |  |  |  |  |  |  |                        |
|                        |                                 |  |                        | Petr I. Portugalský  |  |  |  |  |  |  |  |                        |
|                        |                                 |  |                        |                      |  |  |  |  |  |  |  |                        |
|                        | Beatrix Portugalská             |  |                        |                      |  |  |  |  |  |  |  |                        |
|                        |                                 |  |                        |                      |  |  |  |  |  |  |  |                        |
|                        |                                 |  |                        | Inés de Castro       |  |  |  |  |  |  |  |                        |
|                        |                                 |  |                        |                      |  |  |  |  |  |  |  |                        |